# Daliuzhuang Xiang
Daliuzhuang Xiang (kinesiska: 大刘庄乡, 大刘庄) är en socken i Kina. Den ligger i provinsen Hebei, i den norra delen av landet, omkring 350 kilometer söder om huvudstaden Peking. Antalet invånare är 36 583. Befolkningen består av 17 890 kvinnor och 18 693 män. Barn under 15 år utgör 21,0 %, vuxna 15-64 år 72 %, och äldre över 65 år 6,0 %.
Genomsnittlig årsnederbörd är 687 millimeter. Den regnigaste månaden är juli, med i genomsnitt 248 mm nederbörd, och den torraste är januari, med 4 mm nederbörd.